# Tropidonophis dolasii
Espèce
Tropidonophis dolasii est une espèce de serpents de la famille des Natricidae. 

## Répartition
Cette espèce est endémique de la baie de Milne en Papouasie-Nouvelle-Guinée.

## Description
L'holotype de Tropidonophis dolasii, une femelle adulte, mesure 114,5 cm dont 24 cm pour la queue. Son dos est jaune moutarde devenant davantage orangé sur le dessus de sa tête et à l'arrière de celle-ci et s'éclaircissant en jaune sur ses flancs. Sa face ventrale est jaune brillant devenant orange au niveau de sa gorge et son menton. Des taches noires, plus fréquentes dans la partie antérieure, sont présentes sur son ventre.

## Étymologie
Son nom d'espèce lui a été donné en l'honneur de Dolasi Salepuna, originaire de la ville d'Ulua sur l'île Fergusson et qui a été d'une aide précieuse pour la capture de l'holotype.

## Publication originale
- Kraus & Allison, 2004 : A new species of Tropidonophis (Serpentes: Colubridae: Natricinae) from the D'Entrecasteaux Islands, Papua New Guinea. Proceedings of the Biological Society of Washington, vol. 117, no 3, p. 303-310 (texte intégral).